# ヴィマニカ・シャストラ
ヴィマニカ・シャストラ（वैमानिक शास्त्र、シャストラは専門知識を意味する）は、20世紀初頭に記された航空技術に関するサンスクリット語の文献である。これによれば古代サンスクリット語の叙事詩に現れるヴィマナは高度な空気力学を利用した、例えばロケットのような航空機であるとされている。
この文献の存在は1952年にジョシヤル（G. R. Josyer）により明らかにされた。彼によればこれはパンディット・スッバラヤ・シャストリ（Pandit Subbaraya Shastry、1866-1940）による著作で1918-1923年にかけて口述筆記により記されたものである。ヒンディー語訳は1959年に出版され、英語対訳付きのサンスクリット語版は1973年に出版された。全8章からなり、3000の詩篇からなっている。シャストリはこれらは古代ヒンドゥーのリシであるマハリシ・バラドヴァージャ（Bharadvaja）により精神的な手段、いわゆるチャネリングにより伝えられたものと主張した。第1章では、この文献がバラドヴァージャらによって編纂されたヤントラ・サルヴァスヴァと呼ばれる古代の文献の一部であることが語られている。この文献は古代宇宙飛行士説の賛同者らに好意的に受け入れられている。
1974年、バンガロールのインド理科大学院で航空工学、機械工学の観点から検証が行われ、文献で説明されている航空機を「拙い捏造」と結論し、執筆者の航空学の知識の乏しさが見て取れると評した。この検証では、例えばラクマ・ヴィマナ（Rukma Vimana）に関して、この文献に記されている図解と描写を忠実に捉えるならばこの航空機は破綻していると言わざるを得ないと評価している。

## 文献の起源と出版
スッバラヤ・シャストリはアネカル（Anekal）出身の神秘主義者で、インスピレーションから詩篇をつむぎ出す人物として知られていた。ジョシヤルは彼を「超自然的な感覚に優れた生き字引」と表現した。ジョシヤルによればシャストリは1900年代初頭にベンカタチャラ・シャルマ（G. Venkatachala Sharma）に書き取りを行わせ、原稿は1923年に完成している。ムクンダ（Mukunda）らは後にシャストリの素性を調査している。彼によればシャストリはホシュル（Hosur）地区に生まれている。幼いうちに彼は両親と死別し、さらには病をわずらい貧困に苦しんだ。その後放浪するうちに聖人コラー（Kolar）と出会っている。コラーはシャストリに神秘主義の手ほどきをし、いくつかのシャストラ（専門知識）を教えている。そしてその中にヴィマナ・シャストラが含まれていた。その後にシャストリは普通の生活へと身を落ち着けた。シャストリは教育を受けておらず、読み書きに関しても身を落ち着けて後に触れた程度である。シャストリはヴィマニカ・シャストラの実用性に関しては確信を持っておらず、ムンバイのタルパデ（Dr. Talpade）がシャストリの監督の下で模型を製作した際にも飛行に関して成果は得られなかった。
スッバラヤ・シャストリが1941年に死亡すると、ヴェンカタチャラがヴィマニカ・シャストラの原稿を保管した。その後1944年、ヴィマニカ・シャストラはヴァドーダラーにあるラジャキヤ・サンスクリット図書館（Rajakiya Sanskrit Library）に現れる。そして原稿はヒンディー語に翻訳され、1959年に出版された。後にジョシヤルによる英語版が出版された。ジョシヤルの版にはバンガロールの工学技術大学の製図師エラッパ（T. K. Ellappa）によるイラストが追加された。これはシャストリの監督の下に描かれていたもので、1959年の版には収録されていなかった。
この文献の存在は1952年、ジョシヤルのプレスリリースによって初めて公にされた。ジョシヤルはこの1年前に、マイソールにサンスクリットの研究機関（International Academy of Sanskrit Research）を立ち上げている。彼は1973年の英語対訳付きサンスクリット版の序文に「インドの主要な新聞とロイターなどいくつかの海外メディアに取り上げられた」とされる彼のプレス・リリースを引用している。

マイソールのインターナショナル・アカデミー・オブ・サンスクリットの監督であるジョシヤルはインタビューにおいて、このアカデミーが集めた古代の原稿を紹介した。彼によればこの原稿は数千年前のもので古代のリシであるバラドヴァージャ、ナラダ（Narada）らにより編纂されたものであるとのこと。この原稿はアートマン、ブラフマンといった古代ヒンドゥー哲学に関するものではなく、もっと世俗的な事柄を扱っている。すなわち、人々の生活に密着し、平時、戦時問わず国の発展にとって意味をもつものである。（中略）原稿のひとつは航空技術、様々な種類の航空機の作成を扱うものになっている。（中略）ジョシヤルは例えば爆発物や弾薬の輸送に使われるとされるヘリコプター型の輸送機や400名から500名を収容できる2層、3層のデッキを備えた旅客機など、様々な航空機の設計図を紹介した。そしてこれらは詳細に描写されている。

その後ジョシヤルはトロントとニューヨークで活動するジャーナリスト、ジーン・リオン（Jean Lyon）がインタビューにやってきたこと、彼女が記事（Just Half a World Away、1954年）の中で述べたジョシヤルに対する批判について、すなわち「きちがいじみたナショナリズムでヴェーダ以降のすべての文献を冒涜する者」との批判について触れている。
ある批評はジョシヤルによるヴィマニカ・シャストラの紹介について、全く学問的でないと評している。加えて、この出版物に触れた人々、直接的にせよ間接的にせよ、はこれまでの文献の歴史を歪めるもの、無かったことにするものであると批判するのみに終始する、さらには、しっかりとした証拠が無いにもかかわらず、自分たちの過去を美しく見せてくれるものに対して手放しに賞賛する行為である、など厳しい評価を寄せている。原稿の由来に関する調査において、実際に書き取りを行ったとされるベンカタチャラ・シャルマを含むシャストリの仲間に対して聞き取りが、そして原稿の言語学的解析が行われ、ヴィマニカ・シャストラは1900年から1922年に書かれたものと結論付けられた。

## 原稿の構成と内容

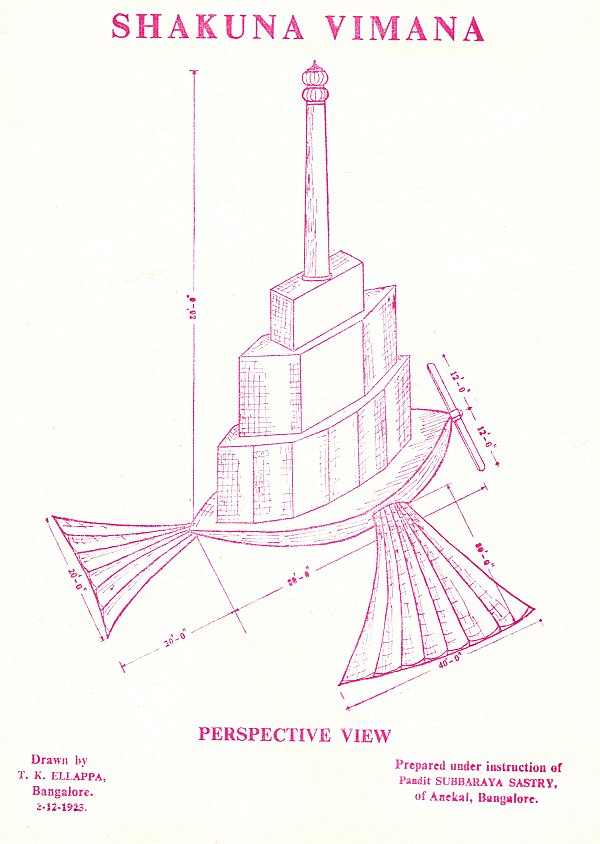
シャクナ・ヴィマナのイラスト。蝶番で接続された翼と尾を使って鳥のように飛ぶとされている。

飛行に関する一般的な原理から入ることが常の現代の航空工学の論文とは異なり、ヴィマニカ・シャストラはまるで特定の型の航空機をテーマとしているかのように具体的な数字の並ぶ描写から始まる。扱っている内容は航空機の定義、パイロット、航空路、食べ物、衣服、金属、金属の製造、鏡とそれらの戦争での使い方、様々な機械とヤントラ（図解）や、マントリック（mantrik）、タントリック（tantrik）、クリタック（kritak）といった飛行機など多岐にわたる。特にシャクナ（Shakuna）、スンダラ（Sundara）、ラクマ（Rakma）、トリプラ（Tripura）といった飛行機は詳細に描かれる。現存する文献はリシであるマハリシ・バラドヴァージャらによって編纂されたヤントラ・サルヴァスヴァ（Yantra Sarvaswa、機械に関するすべての意）の、全40章あるうちの1章であると主張されている。
1991年、ジョシヤルによる英訳部分の一部とイラストはデイヴィッド・ハッチャー・チルドレス（David Hatcher Childress）により、「インドとアトランティスに見る航空機、ヴィマナ（Vimana Aircraft of Ancient India & Atlantis）」シリーズの一部として再版された。チルドレスに拠れば8つの章は以下のように分けることができる。
1. 壊れない、切断できない、燃えない、破壊できない航空機の作り方
2. 空中で静止する航空機の作り方
3. 眼に見えない航空機の作り方
4. 敵陣の会話や物音を聞き出す方法
5. 敵陣の内部の写真を撮る方法
6. 敵の航空機が接近してくる方向を割り出す方法
7. 敵の航空機の搭乗員を気絶させる方法
8. 敵の航空機を破壊する方法

カンジラル（Kanjilal、1985）はヴィマナの推進機関はマーキュリー・ヴォーテックス・エンジンであるとしており、水銀の回転により電力を得る電動機であったと考えられている。チルドレスはこのマーキュリー・ヴォーテックス・エンジンが存在した証拠を11世紀の建築に関する文献、スマランガナ・ストラダラ（Samarangana Sutradhara）に見つけたと主張している。